# Die Löwenbraut
Die Löwenbraut è un film muto del 1914 diretto da Max Obal.

## Produzione
Il film fu prodotto dalla Deutsche Bioscop GmbH.

## Distribuzione
Uscì nelle sale cinematografiche tedesche con il titolo originale Die Löwenbraut. Negli Stati Uniti, fu distribuito dall'Eclectic Film Company il 12 giugno 1914 come The Lion's Bride.